# Биси суз Иксел
Биси суз Иксел (фр. Bissy-sous-Uxelles) насеље је и општина у источном делу централне Француске у региону Бургоња, у департману Саона и Лоара која припада префектури Макон.
По подацима из 2011. године у општини је живело 68 становника, а густина насељености је износила 21,94 становника/km². Општина се простире на површини од 3,1 km². Налази се на средњој надморској висини од 260 метара (максималној 287 m, а минималној 205 m).

## Демографија
| 1962. | 1968. | 1975. | 1982. | 1990. | 1999. | 2011. |
| ----- | ----- | ----- | ----- | ----- | ----- | ----- |
| 109   | 113   | 79    | 71    | 62    | 59    | 68    |

График промене броја становника у току последњих година